# Félix Le Couppey
Félix Le Couppey (14 de abril de 1811 - 4 de julho de 1887) foi um professor de música francês, pianista e compositor, entre outros, de uma série de estudos elementares para estudantes de piano. Uma de suas peças mais famosas chamava-se 'Melody in C' (de 'ABC du piano').

## Vida
Le Couppey nasceu em Paris. Seus pais o destinavam para uma carreira na educação pública, mas sua inclinação irresistível para a música deu-lhe outra direção. Em 1824, ingressou no Conservatório de Paris onde estudou com Victor Dourlen. Aos 17 anos tornou-se professor assistente de harmonia, recebendo o primeiro prêmio em pianoforte e harmonia em 1825, e em acompanhamento de pianoforte em 1828.
Em 1837, tornou-se professor de solfejo, sucedendo Henri Herz e Victor Dourlen em harmonia e acompanhamento em 1843. De 1854 à 1886, ensinou piano e escreveu um número maior de livros didáticos para o instrumento, como École du méchanisme du piano, 24 Études primárias, e Cours de piano élémentaire et progressif. Entre seus alunos estavam o cantor Édouard Batiste, o compositor Émile Jonas e os pianistas Mathilde Bernard-Laviolette, Cécile Chaminade e Henri Verley. Ele morreu em Paris em 4 de julho de 1887.

## Obras
- A B C du piano'
- L'Alphabet
- Le Progrès
- L'Agilité
- Le Style
- La Difficulté
- École du méchanisme du piano
- L'Art du piano (50 études with annotations)
- 'De l'enseignement du piano: Conseils Aux Eleves Et Aux Jeunes Professeurs (1882)
- 15 Studies for the Pianoforte, Preface to Czerny's Velocity Studies
- The Alphabet
- Conseils aux femmes professeurs
- Troisieme etude de salon (1842)